# Коротаново
Коротаново — деревня в Чебаркульском районе Челябинской области России. Входит в состав Тимирязевского сельского поселения.

## География
Деревня находится в центральной части Челябинской области, в лесостепной зоне, вблизи истока реки Каратановка, на расстоянии примерно 26 километров (по прямой) к юго-востоку от города Чебаркуль, административного центра района. Абсолютная высота — 297 метров над уровнем моря.
Часовой пояс
Деревня Коротаново, как и вся Челябинская область, находится в часовой зоне МСК+2. Смещение применяемого времени относительно UTC составляет +5:00.

## Население
| 2002 | 2010 |
| ---- | ---- |
| 191  | ↗198 |

Гендерный состав
По данным Всероссийской переписи населения 2010 года в гендерной структуре населения мужчины составляли 46,5 %, женщины — соответственно 53,5 %.
Национальный состав
Согласно результатам переписи 2002 года, в национальной структуре населения русские составляли 42 %, башкиры — 40 %.

## Улицы
Уличная сеть деревни состоит из четырёх улиц.